# Leo Ghering
Leonardus Franciscus (Leo) Ghering (Tilburg, 19 augustus 1900 – aldaar, 1 april 1966) was een Nederlands voetballer.

## Clubvoetbal
Ghering bracht vrijwel zijn gehele voetballoopbaan door als lid van het Tilburgse LONGA, waarmee hij in 1926 de KNVB Beker won. Ghering was vermoedelijk al LONGA-lid vanaf de oprichting van de club of sinds kort daarna. In de bekerfinale van 1926 tegen De Spartaan uit Amsterdam scoorde hij de 3-0 en de 4-0 (einduitslag: 5-2). Van 1921 tot en met 1924 speelde Ghering bij Willem II waarmee hij in 1923 kampioen van het zuiden werd. In 1927 promoveerde Ghering met LONGA naar de zuidelijke eerste klasse.

## Vertegenwoordigend voetbal
De linksbuiten debuteerde op 18 april 1927 in het Nederlands voetbalelftal, waarvoor hij tot aan 4 november 1928 in totaal negen keer op het veld stond en daarbij zes doelpunten maakte. Ghering moest drie keer een deelname aan een wedstrijd van Oranje aan zich voorbij laten gaan. Eén keer omdat hij simpelweg de hele partij op de bank bleef, één keer vanwege een armblessure en één keer omdat zijn werkgever hem geen vrij wilde geven. Behalve voor 'het grote Oranje' kwam hij ook uit voor het Zuidelijk elftal en voor het olympisch elftal.

## Interlands

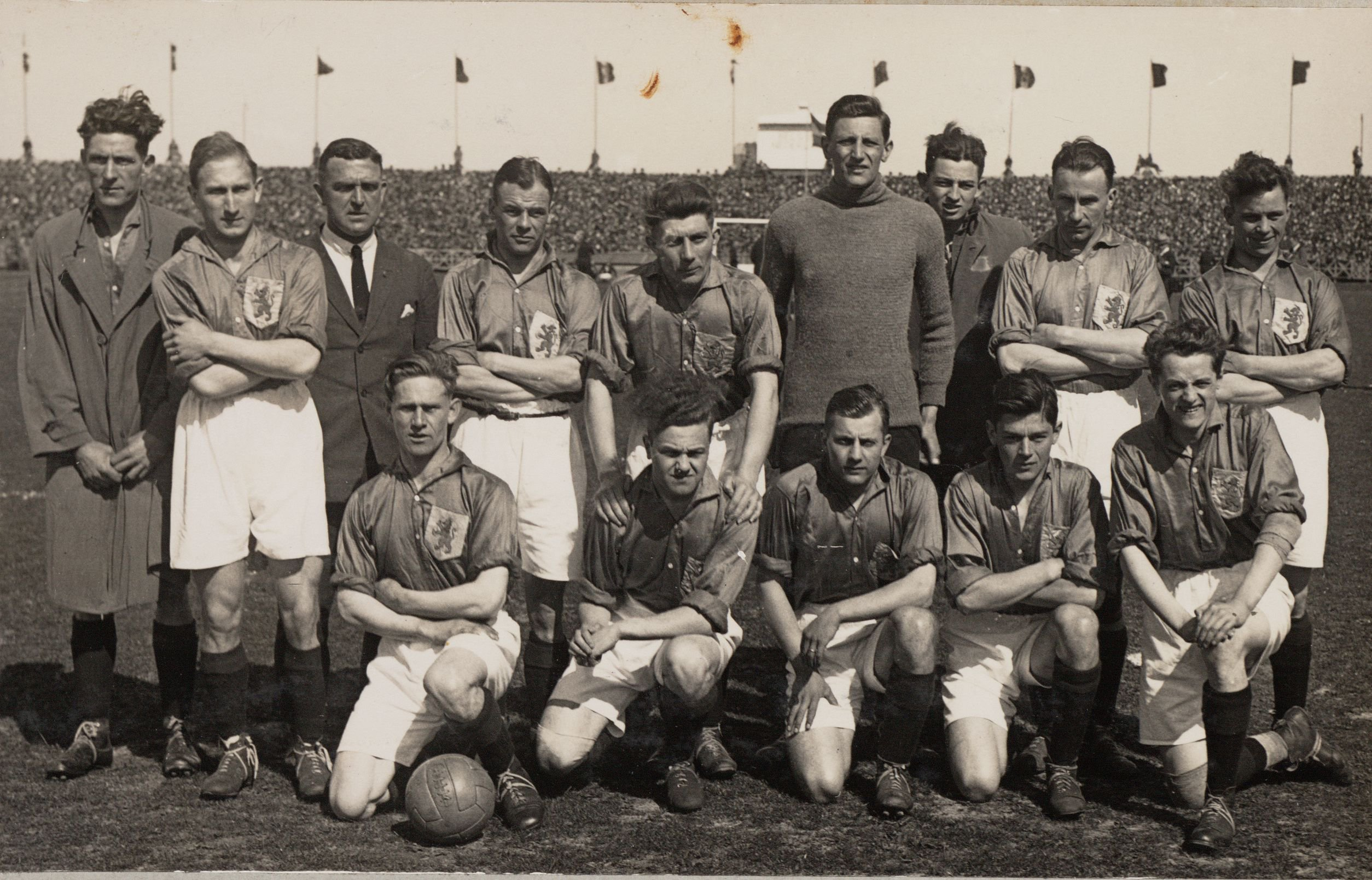
Ghering (geknield, uiterst rechts) bij de interland Nederland – België (1927)

- Nederland – Tsjecho-Slowakije 8-1 (18 april 1927, drie doelpunten Ghering)
- Nederland – België 3-2 (01 mei 1927)
- Nederland – Zweden 1-0 (13 november 1927, doelpunt Ghering)
- Duitsland – Nederland 2-2 (20 november 1927)
- Nederland – Uruguay 0-2 (30 mei 1928)
- Nederland – België 3-1 (05 juni 1928, doelpunt Ghering)
- Nederland – Chili 2-2 (08 juni 1928, doelpunt Ghering)
- Nederland – Egypte 1-2 (14 juni 1928)
- Nederland – België 1-1 (4 november 1928)

## Maatschappelijk
Ook na het beëindigen van zijn actieve carrière, bleef Ghering functies vervullen voor LONGA. Hij werd voor zijn trouw benoemd tot erelid.